# Retuerta del Bullaque
Retuerta del Bullaque er en by og kommune i det sydlige centrale Spanien i provinsen Ciudad Real. Den har et indbyggertal på 867 (2024) indbyggere.